# Antropologia ekonomiczna
Antropologia ekonomiczna – subdyscyplina antropologii społecznej i kulturowej, która zajmuje się badaniem tradycyjnych systemów ekonomicznych społeczności plemiennych i chłopskich oraz systemów współczesnych. Podstawą jest zwrócenie uwagi na fakt, że ekonomia jest znaczącą częścią kultury i społeczeństwa, a działania ekonomiczne mogą być zrozumiałe tylko w związku z powyższymi aspektami. Ekonomia nie jest wyizolowanym elementem życia społecznego, a celem antropologii ekonomicznej jest zbadanie, na ile jest wytworem społecznym i kulturowym oraz poznanie determinantów zjawisk ekonomicznych, które odrzuca klasyczna ekonomia.

## Historia dyscypliny
Etnolodzy we wczesnych pracach poświęconych tematyce ekonomicznej zwracali szczególną uwagę na pojęcie ekonomii w oderwaniu od szerszego kontekstu społecznego. Kładziono nacisk na zależność charakteru pracy i podziału dóbr od kontekstu systemu kulturowego danej tradycji lokalnej. Podwaliny współczesnej antropologii ekonomicznej stworzył Bronisław Malinowski, który obalił model tzw. homo oeconomicus (człowiek ekonomiczny, jednostka nastawiona na maksymalizację swoich działań). Dla Malinowskiego gospodarka stanowiła funkcjonalny aspekt kultury obok na przykład wychowania, magii, religii, sztuki prawa, ładu etc. Służyła ona zaspokajaniu ludzkich potrzeb i nie mogła być badana w oderwaniu tzw. kulturowej całości. Gospodarka stanowiąc aspekt kultury nie może zostać z niej wyodrębniona. Malinowski tworząc opisy czynności gospodarczych nie tworzy koncepcji gospodarki. Innym ważnym czynnikiem tworzenia się dyscypliny była teoria daru Marcela Maussa. Mauss podobnie jak Malinowski ujmował problem w sposób holistyczny. Skupiał się głównie na aktach wymiany, które nie miały stanowić jedynie zjawisk gospodarczych, ale również miały swoje znaczenie w dziedzinie religii, prawa i moralności. Mauss nie przeprowadził całościowej analizy gospodarki pierwotnej opisując jedynie jej fragmenty w kontekście tzw. świadczeń całościowych.
Zalążkiem rozwoju antropologii ekonomicznej były prace Raymonda Firtha oraz Melville’a Johna Herskovitsa w 1939 oraz 1940 roku. W 1952 roku praca Herskovitsa została wydana po raz drugi pod tytułem Economic anthropology. To właśnie Herskovits został uznany za ojca dyscypliny, który jako pierwszy dostrzegł różnorodność gospodarek społeczności niepiśmiennych wyodrębniając je z szerszego kontekstu kulturowego. To on wydał postulat powstania specjalistycznej dziedziny dotyczącej zróżnicowania gospodarek ludzkich. Jego zdaniem antropolodzy w swojej dotychczasowej pracy pomijali całość gospodarczej działalności ludzkiej na rzecz sfery narzędzi i sposobu wytwarzania. Herskovits stał w opozycji do dorobku Malinowskego, który miał dostarczać więcej informacji na temat innych aspektów życia otaczających sferę gospodarki niż samą gospodarkę. Celem Herskovitsa było połączenie wysiłków antropologów i ekonomistów co miało zaowocować pojawieniem się tak zwanej ekonomii porównawczej. Nowa dziedzina wiedzy nie została jednak przez badacza odpowiednio sklasyfikowana, nie została zdefiniowana ani jako poddyscyplina antropologii, ani jako nauka pomocnicza ekonomii.
Według Herskovitsa gospodarka jest czynnikiem, który kształtuje naturalne środowisko człowieka oraz przede wszystkim jest podstawowym elementem kultury. Jej podstawę stanowią zarówno potrzeby biologiczne, jak i te ukształtowane przez kulturę. Nie był jednak przedstawicielem determinizmu gospodarczego. Podstawą zjawisk gospodarczych miały być działania gospodarcze, których odpowiedników należy szukać wśród gospodarek tradycyjnych. Według Herskovitsa różnica między gospodarką tradycyjną a kapitalistyczną opiera się na stopniu, a nie rodzaju gospodarki. Nie wykształcił teorii określającej przedmiot poznania nowej dyscypliny.
Inną wizję przedstawiał R. Firth, dla którego antropologia ekonomiczna wyłoniła się naturalnie z antropologii społecznej z powodu coraz większej ilości tworzonych uogólnień na ten temat. Firth w przeciwieństwie do Herskovitsa nie widział konieczności przekształcania antropologii ekonomicznej w ekonomię porównawczą. Zdaniem Firtha zadaniem nowej dyscypliny miało być określenie jak ludzie organizują swoje działania gospodarcze żyjąc w określonym środowisku naturalnym i społecznym. Dziedzina powinna służyć analizie systemu wymiany i jej typologizacji.

### Durkheim, Marks oraz antropologia marksistowska
Istnieją podobieństwa i różnice w poglądach Emile’a Durkheima i Karola Marksa, które miały wpływ na tło kształtowania się dyscypliny. Zarówno jeden, jak i drugi myśliciel przyjmowali wspólne stanowisko dotyczące natury człowieka, które przypisywało mu naturę przede wszystkim społeczną. Nie przykładali uwagi do mikroekonomicznego aspektu i interesowności człowieka. Niewiele miejsca poświęcili również kulturze symbolicznej, której elementy takie jak na przykład religia, sztuka i rytuały nie miały mieć wpływu na podstawowe motywy ludzkich zachowań. Gospodarki nie definiowali jako efektu indywidualnych decyzji i działań, ale jako wytwór społeczny. Ich zdaniem ludzka świadomość kształtowała się w wyniku relacji społecznych. Nie oddzielali gospodarki od aspektów społeczeństwa, gdzie działalność gospodarcza była jego częścią. Obaj dzielili społeczeństwa na typy i stadia zgodnie z ewolucjonistyczną i historyczną strukturą.
Durkheim, w przeciwieństwie do Marksa, głosił jedność w ramach wszystkich społeczeństw o charakterze funkcjonalnym. Widział w społeczeństwie integrację i stabilność. Marks dostrzegał natomiast konflikty i podziały będące efektem nierówności. Czynnikiem sprawczym stosunków produkcji był według niego konflikt klasowy. Stworzył bogatą terminologię dotyczącą poszczególnych rodzajów społeczeństw. Zwrócił uwagę na zagadnienia władzy i kontroli nad zasobami. To właśnie jego poglądy były inspiracją dla wielu przedstawicieli antropologii ekonomicznej.
Głównym cechami antropologii marksistowskiej było skoncentrowanie się na problemach władzy i wyzysku oraz zainteresowanie konfliktem i zmianą. Punktem wyjścia był materialny system produkcji a przedmiotem analizy walka o władzę polityczną, jaka miała mieć miejsce między grupami społecznymi.

### Krytyka antropologii marksistowskiej: Maurice Godelier, Marshall Sahlins i Marvin Harris
Antropologia ekonomiczna pozostawała pod wpływem marksizmu strukturalnego. Antropolodzy, którzy zajmowali się problematyką ekonomiczną często skupiali się w swoich badaniach na sferze produkcji, a nie dystrybucji. Przedstawiciele tego nurtu podkreślali rolę, wprowadzonego przez Karola Marksa, pojęcia nadbudowy. Była to kategoria, która w przeciwieństwie do bazy nie była ściśle związana z problemem produkcji, środkami utrzymania i wymianą, a powiązana była raczej z między innymi wierzeniami religijnymi oraz rytuałami. Najważniejszym przedstawicielem tego nurtu był Maurice Godelier (autor m.in. książki Zagadka Daru). Maurice Godelier interesował się sposobem produkcji oraz w ramach ekologii kulturowej próbował zrozumieć związki, które zachodzą między środowiskiem a techniką oraz społeczeństwem. W marksizmie strukturalnym stosunki produkcji były rozumiane jako stosunki społeczne. W centrum zainteresowania stało społeczeństwo, a gospodarka stała się sposobem produkcji.
Ważną pracą dla rozwoju dyscypliny była Stone Age Economics Marshalla Sahlinsa wydana w 1972 roku. Wykazuje ona fakt kulturowego skonstruowania ekonomii. Sahlins w swojej książce Culture and Practical Reason, podobnie jak B. Malinowski, skrytykował pojęcie racjonalnego działacza (homo economicus). Sahlins z czasem odrzucił marksizm strukturalny. Stwierdził, że ta orientacja w niewystarczającym stopniu podkreślała rolę kultury i funkcjonowania społeczeństwa przedkapitalistycznego.
Marvin Harris mimo iż pozostawał pod wpływem marksizmu uznał, że jest zbyt strukturalny. Sam skłaniał się bardziej ku materializmowi. Stanowisko, które reprezentował, redukowało kulturę do sfery czynników materialnych, które miały być zarazem jej fundamentem.

### Znaczenie Karla Polanyi’ego dla rozwoju antropologii ekonomicznej
Karl Polanyi zauważył, że gospodarki ludzkie nie są uniwersalne i jednorodne. Zdefiniował gospodarkę jako proces współdziałania, który służy zaspokojeniu potrzeb materialnych i jest sposobem adaptacji do środowiska. Według niego gospodarka jest podstawą społeczności, która nie może istnieć bez niej. Celem badacza miało być usytuowanie systemu gospodarczego w społeczeństwie.
Według Polanyi’ego gospodarki ludzkie różni zasada organizacji. Zaproponował więc następujący podział będący filarem antropologii ekonomicznej:
3 formy organizacji:
- Wymiana odwzajemniona
- Redystrybucja
- Wymiana rynkowa (handel)

Polanyi wyróżnił również trzy typy społeczeństw ze względu na sposób gospodarowania:
- Pierwotne
- Archaiczne
- Nowoczesne

To on zapoczątkował stosowanie wyidealizowanego podziału gospodarki na substantywistyczną i formalistyczną, który według wielu badaczy nie zawsze miał swoje odniesienie w rzeczywistości ze względu na mnogość form gospodarowania.

### Perspektywa substantywistyczna i formalistyczna
Dyskusja przedstawicieli tych dwóch stanowisk miała przełomowe znaczenie dla rozwoju antropologii ekonomicznej i rozwijała się w latach 60. XX wieku. Spór między substantywistami a formalistami wynikał odmiennych sposobów definiowania gospodarek.
Ujęcie substantywistyczne, inaczej definicja systemowa ekonomii, kładła główny nacisk na pojęcie dystrybucji i konsumowania środków materialnych i niematerialnych. Ekonomia ma być więc produkcją dóbr w celu zaspokojenia potrzeb zarówno biologicznych, jak i społecznych. Celem jest zaspokajanie potrzeb i wytwarzanie dóbr koniecznych do dalszej egzystencji fizycznej i społecznej. Jednostką produkcyjną nie jest człowiek, ale gospodarstwo domowe. Gospodarka jest jednym z rodzajów społecznej aktywności. Opiera się na stosunkach międzyludzkich w odniesieniu do świata ludzkich idei i wyobrażeń oraz przedmiotów. Relacje, które zachodzą między ludźmi i przedmiotami są elementem instytucji społecznych (gospodarstwo domowe, lineale, sądy, umowy). Jednostka jest uzależniona od środowiska naturalnego oraz innych jednostek. Istotą jest wymiana jaka zachodzi między ludźmi, społeczeństwem i środowiskiem naturalnym. Ten rodzaj gospodarowania byłby charakterystyczny dla społeczeństw plemiennych oraz archaicznych (inaczej tradycyjnych).
Opozycyjna perspektywa formalistyczna zwraca uwagę na jednostkę oraz to, w jaki sposób próbuje ona maksymalizować dostępne jej dobra. Podmiot opiera swoje zachowania na obliczaniu zysków i strat. Jednostka egoistycznie podąża za swoim zyskiem. Podejście formalistyczne skupia się na dokonywanych wyborach i decyzjach. Społeczeństwo jest częścią instytucji gospodarczych. Ta perspektywa miała stanowić odniesienie do społeczeństw współczesnych (kapitalistycznych), gospodarki rynkowej. Zdaniem formalistów świat, szczególnie Trzeci Świat, będzie rozwijał się zgodnie z kapitalistyczną drogą rozwoju.

## Antropologia a ekonomia
Główną różnicą między antropologią ekonomiczną a ekonomią jest przyjęcie innych założeń na temat istoty ludzkiej. Antropologia przejęła spuściznę socjologów E. Durkheima i M. Webera, pojmując kulturę jako system, w obrębie którego zachowania ludzkie są wyuczone i podzielane z innymi jednostkami. Według Durkheima ludzie są z natury istotami społecznymi. Ludzie współpracują ze sobą, ponieważ stanowią część wspólnej natury społecznej. Weber widział jednostkę jako podmiot moralny, który w wyniku wpojonej moralności jest gotów działać w społeczeństwie. Jest to opozycyjne stanowisko wobec stanowiska ekonomisty Adama Smitha. Smith twierdził, że ludzie pomagają sobie wzajemnie ze względu na tzw. oświecony egoizm. Jednostka, używając rozumu, była w stanie osiągnąć własne cele, współpracując z innymi.
Istnieją trzy modele zachowań ludzkich oraz podejmowanych przez nich decyzji. Ich celem jest wyjaśnianie zachowań ludzkich w kontekście nauk społecznych. Antropologia ekonomiczna jest polem dyskusji interpretacji zachowań ludzkich według poniższych modeli:
Model intensywności wskazuje przede wszystkim na rolę jednostki będącej człowiekiem ekonomicznym i która dąży do maksymalizacji własnych korzyści. Nie zawsze będą to korzyści materialne, mogą to być również profity różnych wartości, jak miłość i bezpieczeństwo. Homo economicus stanowi podstawę koncepcji mikroekonomii, która zajmuje się zachowaniem jednostek. Według antropologów egoizm jednostki nie jest najważniejszą motywacją człowieka i ujmują tę kwestię w mniejszym stopniu na rzecz zagadnienia indywiduum.
Model społeczny ukazuje człowieka zidentyfikowanego z grupą, który poświęcając się dla dobra grupy, kieruje się jej interesami. Większe znaczenie w tym modelu ma solidarność niż egoizm. W formie najbardziej radykalnej nie istnieją indywidualne motywy człowieka, który realizuje te zamysły i podejmuje takie działania, na które pozwala społeczeństwo. Wielu przedstawicieli nauk społecznych właśnie wyłonienie się jednostki z grupy uznaje za moment wyodrębnienia się nowoczesnego społeczeństwa.
Model moralny opiera się na perspektywie ekonomii kulturowej, która głosi, iż motywacje jednostek kształtują się w wyniku oddziaływania systemów przekonań i wartości. Ludzkie zachowania można tłumaczyć więc na podstawie tego, co ludzie myślą i w co wierzą. Głównym odniesieniem w tym modelu stanowią wartości moralne odnoszące się bezpośrednio do kosmologii. Ludzkie wybory oraz możliwości jednostek miałyby zostać określone przez systemy symboliczne.

## Związki między kulturą a ekonomią
Związki między kulturą, a ekonomią są dwustronne. Rozwój gospodarczy warunkuje kulturowy rozwój społeczeństw w zakresie postępów naukowych i technicznych, wpływa na poprawę warunków życia. Dobrobyt ekonomiczny oraz dostępność dóbr materialnych stały się jednym z wyznaczników stopnia rozwoju cywilizacji.
Kultura oddziałuje na sferę ekonomiczną w dwojaki sposób, mając na nią wpływ konstytutywny i relacyjny. Konstytucyjny wpływ kultury to oddziaływanie na definiowanie sfery gospodarczej, gdzie kultura tworzy podstawowe kategorie pojęciowe i schematy interpretacyjne. Określa ramy sfery ekonomicznej i jej granice. W ujęciu regulacyjnym kultura nakłada ograniczenia na ludzkie postępowanie, narzucając zasady i normy oraz nakreśla sferę możliwości jednostki, granice jego działań i decyzji. Kreuje aktorów na rynku oraz kształtuje ich gusta.
Istnieją różne poglądy próbujące dowieść czy głównym impulsem ludzkich zachowań jest ekonomia czy kultura. Pośrednie stanowisko realizuje pojęcie kosmologii wprowadzone przez Mary Douglas.

### Kosmologia i zachowania ekonomiczne
Mary Douglas stworzyła sieciowo-grupową analizę, w której zredukowała złożoność społeczeństwa do czterech typów mających ukazać formy uczestnictwa w grupie. Analiza może stać się odpowiedzią na spory dotyczące uwarunkowań ludzkich zachowań między deterministami oraz zwolennikami indywidualnej możliwości wyboru.
Kosmologie ujęte w tym przypadku jako efekt interakcji społecznych, nie są uznawane tylko jako element naturalnego porządku. Zostały podzielone na cztery grupy związane z dominującym typem kontroli społecznej. Według Douglas przekonania i wartości są reakcją na warunki społeczne, pomagają one uzasadniać własne zachowania w kontekście relacji z innymi osobami.
Można wyróżnić cztery formy społecznych kosmologii, które mają swój odpowiednik w czterech typach społecznej kontroli to:
Indywidualizm, gdzie społeczeństwo jest wolnokonkurencyjne działając zgodnie z zasadą fair play. Charakteryzuje się mobilnością społeczną, indywidualnymi działaniami, brakiem wzajemnych zobowiązań. Modelem takiej kosmologii jest samodzielny przedsiębiorca, który indywidualnie konkuruje z innymi (przykładem liberalizm ekonomiczny),
Fatalizm, w którym, mimo że nie występuje solidarność grupowa, jednostki podlegają oddziaływaniu struktury społecznej, która ogranicza jego działania z racji piastowanej w społeczeństwie pozycji (przykładem robotnicy fabryk w XIX-wiecznej Anglii),
Przypisanie, gdzie jednostki mają jasno wytyczone miejsce w strukturze społecznej, żyją w zamkniętych grupach, istnieje maksymalna kontrola przy respektowaniu narzuconych norm (przykładem hinduistyczne społeczeństwo kastowe),
Egalitaryzm, odznacza się brakiem hierarchii mimo silnych związków wewnątrz grupy. Cechą jest silne poczucie solidarności, a ideałem jest własność wspólna, istnieje tylko ograniczony dostęp do mnogości sposobów myślenia, preferencje jednostki są skutkiem relacji społecznych, w których bierze udział jednostka.

## Systemy produkcji
Jednym ze sposobów klasyfikacji systemów ekonomicznych jest podział według dominującego sposobu utrzymania (podział pracy). Jest on podstawą stworzenia uproszczonego modelu wyodrębniającego 6 kategorii (według Thomasa Hyllanda Eriksena):
Zbieracze i łowcy, których podział pracy oparty jest na wieku i płci, odznaczają się uproszczoną technologią. Organizują się w ramach niewielkiej grupy – rodziny tworząc społeczność o małej skali. Produkcja odznacza się niewielkimi nadwyżkami, których przechowywanie nie jest możliwe lub bardzo ograniczone, w dużej mierze grupy opierają się na natychmiastowych profitach, co nie pozwala na planowanie. Odznaczają się dużą mobilnością. Ten tradycyjny sposób utrzymania zanika przez stopniowe wchłanianie przez struktury państwowe. Grupy o takim sposobie gospodarowania żyją na terenie Australii, Afryki Południowej i Środkowej, Azji południowo-wschodniej, Amazonki i terenach podbiegunowych.
Wśród ogrodników podział pracy podobnie jak w przypadku zbieraczy i łowców opiera się na płci i wieku. Produkcja opiera się na użyciu nieskomplikowanych narządzi rolniczych, nawożenie ziemi związane jest z wypalaniem pól. Gospodarka opiera się na opóźnionym zysku. Głównymi wytworami produkcji są bulwy oraz ryż i kukurydza. Ogrodnicy mają niewielkie możliwości w obrębie przechowywania zbiorów, nie wytwarza wiele dużej nadwyżki. Zamieszkują głównie Amazonię, Melanezję, Afrykę, Azję południowo-wschodnią, Madagaskar.
Rolnicy używają narzędzia o wyższym poziomie skomplikowania niż ogrodnicy, np. pługa oraz stosują siłę zwierząt pociągowych. Głównym źródłem utrzymania jest ziemia. Stosują podział pracy charakteryzujący się dużym zróżnicowaniem. Produkują duże nadwyżki. Charakteryzują się złożonością społeczną, hierarchiczną organizacją oraz dziedzicznością opartą na pokrewieństwie. Pojawienie się rolnictwa sprzyjało pojawieniu się funkcji kapłana, żołnierza, kowala, wodza. Wśród rolników można wymienić kolejną kategorię, czyli chłopów jako warstwę włączoną do światowej gospodarki.
Pasterze żyją w ścisłej relacji z rolnikami, wymieniając z nimi produkty. Ich podział pracy oparty jest na płci i wieku, a organizacja społeczna jest prosta ze względu na konieczność przemieszczania się. Główne źródło utrzymania stanowią zwierzęta, które często stanowią osobistą własność.
Cechami charakterystycznymi społeczeństw przemysłowych są: skomplikowana technologia mechaniczna, duża skala, skomplikowany podział pracy, wykształcenie wiedzy specjalistycznej, wielowymiarowość instytucji. Produkcja nie opiera się tylko na dystrybucji pożywienia, a rynek staje się anonimowy. Takie społeczeństwa odznaczają się funkcjonowaniem w ramach scentralizowanego państwa, rynku pracy, spisanego prawa. Społeczeństwo nie działa na zasadach pokrewieństwa.

## Podstawowe cechy produkcji kapitalistycznej i rolnictwa
W produkcji kapitalistycznej praca podzielona jest na niewielkie części w procesie produkcji. Pracownicy, objęci formalną hierarchią, zaangażowani są w ramach umowy o pracę. Produkcja zależy od pieniędzy oraz czasu pracy. Główną intencją jest akumulacja zysków oraz wprowadzanie nowości technologicznych w celu pokonania konkurencji. System produkcji przybiera charakter globalny. Pracownicy dystrybuują i konsumują. Są zintegrowani w strukturach o dużym stopniu anonimowości.
W ramach pracy rolniczej jednostka uczestniczy we wszystkich etapach procesu produkcji. Praca opiera się na miejscowej hierarchii, lokalnych zasadach i strukturze pokrewieństwa. Celem jest przede wszystkim zadbanie o potrzeby gospodarstwa domowego. Zjawisko konkurencji prawie nie występuje, chyba że w obrębie sprzedaży produktów na rynku. Nie jest to jednak najważniejsze zadanie. Chłopi są lokalnie zintegrowani oraz przywiązani do ziemi.

## Teoria kulturowego wymiaru kultur ekonomicznych
W latach 1986–1993 Charles Humpden-Turner oraz Alfons Trompensaar przeprowadzili badania w 12 krajach, a ich wyniki zostały opublikowane w książce The Seven Cultures of Capitalism. Naukowcy wyróżnili 7 wymiarów o charakterze dwubiegunowym, które opisują daną kulturę ekonomiczną:
- Uniwersalizm (USA, Niemcy, Szwecja) – partykularyzm (Włochy, Japonia, Polska)
- Indywidualizm (USA, Kanada, Austria) – kommunitaryzm (Francja, Japonia, Polska)
- Wewnątrzsterowność (USA, Niemcy, Kanada) – zewnątrzsterowność (Japonia, Singapur)
- Status osiągany (USA, Austria, Kanada) – status przypisany (Japonia, Polska, Włochy)
- Analiza – synteza (Japonia, Francja, Polska)
- Egalitaryzm – hierarchia
- Czas jako sekwencja (USA, Holandia, Szwecja) – czas jako synchronizacja (Niemcy, Francja, Japonia)

## Typy kultur organizacyjnych według Geert Hofstede
W 1980 roku Geert Hofstede wysunął teorię, która głosi, że kultura organizacyjna ma ścisły związek z kulturą narodową, a zarządzanie organizacją powinno łączyć się z poznaniem wartości i norm kulturowych danego narodu.
Odrębne charakterystyczne postawy i style można przedstawić przy użyciu czterech różnych wymiarów: dystans w stosunku do władzy, stopień unikania niepewności, stopień absolutnej lojalności, męskość i kobiecość kultury.
Dzięki badaniom Hofstede znajomość takiego czynnika jak kultura narodowa stał się niezbędną wiedzą w zarządzaniu organizacjami. Wyniki badań miały szczególne znaczenie dla międzynarodowych firm, które stoją wobec dylematu ujednoliconej strategii zarządzania a dostosowaniem do kulturowych wartości pracowników w danym państwie.